# Hammock
Uma tarefa do tipo hammock em um cronograma é uma tarefa que tem o seu início e duração não determinados previamente, mas exclusivamente dependentes do início ou término de outras tarefas. Com isto, a quantidade de recursos necessários para execução da tarefa deve ser determinado com base no início e término de outras atividade, e não é conhecido antes do início da elaboração do cronograma. 
O PMI define no Practice Stanard of Scheduling como sinônimo de tarefas-resumo.
Exemplos típicos de tarefas Hammock são atividades de gerenciamento do projeto ou guarda-noturna de um canteiro de obras, pois a sua execução não é conhecida enquanto o projeto não estiver completamente planejado.